# Lena Rahoult
Lena Söderberg-Rahoult (Estocolmo, Suecia; 1950) es una diseñadora y artista textil, comisaria de exposiciones y gestora cultural sueca.

## Biografía
Lena Rahoult nació en Estocolmo y es licenciada en Humanidades y Ciencias Sociales y tiene formación en periodismo. Ha desarrollado su carrera como diseñadora y artista textil y como comisaria de exposiciones. En su vertiente artística, sus piezas tratan sobre los tejidos tradicionales suecos y su obra está expuesta en el Museo Nacional de Estocolmo y el Museo de Arte Moderno de París.
Fue directora del Centro Sueco de Arquitectura y Diseño (ArkDes) en Estocolmo de 2009 a 2014. También fue directora del Archivo de Diseño en Pukeberg entre 2005 y 2008, perteneciente al Museo de Arte Kalmar. Con anterioridad trabajó en París entre 1976 y 1987 como diseñadora de moda masculina y artista textil. Ha sido miembro del comité de expertos del Premio Europeo del Espacio Público Urbano.